# Aoom
Aoom ist ein spanischer Film mit experimentellen Happening-, Comedy- und Fantasy-Elementen aus dem Jahre 1970. Er ist einer der beiden letzten Kinofilmproduktionen mit Lex Barker, die dieser im Frühjahr 1970 gedreht hatte, und ist außerhalb seines Herstellungslandes komplett unbekannt geblieben.

## Handlung
Der berühmte Schauspieler Ristol beginnt eines Tages sich und sein gesamtes Leben zu hinterfragen. Er sieht sich als Gefangener seines Körpers, seines Berufes und seiner Eigenschaften. Während er gedankenverloren in ein Horn bläst, beschließt er, seinen Körper zu verlassen und in den einer Puppe, von der er sich magisch angezogen fühlt, einzudringen, sich mit ihr zu verschmelzen und mit ihr eins zu werden. Ristols Lebensgefährtin Ana, die sich angesichts seines unerklärlichen Verschwindens große Sorgen macht, tut sich mit dem spleenigen britischen Detektiv Williams und zwei weiteren Personen zusammen, um ihren Freund zu suchen. Ristols rechte Hand Constantino, der die Puppe an sich genommen hat, wird diese aufgrund ihrer Suggestionskraft bald unheimlich. Inmitten einer felsigen Küstenlandschaft versucht Constantino, die Puppe loszuwerden. Erst will er sie mit einem Stein erschlagen, dann strangulieren, und schließlich schleudert Constantino die Puppe ins Meer. Dann unternimmt der hagere Mann einen ziemlich stümperhaften Selbstmordversuch.
Ana, der Puppe und Constantino auf der Spur, erreicht die Stelle an der Küste, wo noch der Strick von dessen Selbsttötungsversuch über einem Torbogen baumelt. Als sie Constantino ist erwischt, prügelt Ana auf ihn ein und will von ihm den Verbleib der Puppe erfahren. Als Williams mit einem abgerissenen Puppenarm hinzukommt, erhält auch er Anas Schläge. Bald legt sie sich mit jedem ihrer Gruppe an. Sie glaubt, Ristol für immer verloren zu haben. Erschöpft setzt sie auf den grünen Rasen an der Felsenküste und erinnert sich an einen heftigen Streit, den sie einst mit Ristol hatte. Unten am Meeresufer wandert Ristols Geist in den Körper einer mit einem Tauchanzug bekleidete toten Frau, die am Strand zwischen den Felsen liegt. Sie ist ermordet worden und wacht nun, von Ristols Seelenwanderung zu neuem Leben erweckt, wieder auf. Sie findet die nahezu vollkommen zerstörte Puppe im Wasser am Strand liegend und geht am Ufer, wo sie auf Ana trifft. Ana übernimmt die Puppenreste übernimmt und beerdigt diese, in Anwesenheit ihrer Begleiter, würdevoll auf der Wiese hoch über den Meeresfelsen. Am Strand stirbt derweil die unbekannte Frau im Neoprenanzug ein zweites Mal, und der Geist Ristols wandert in das Innere eines Steins, den die Tote in ihrer linken Handfläche hält. Dieser nimmt die fratzenähnlichen Gesichtszüge eines menschlichen Antlitzes mit Augen und Mund an.

## Produktionsnotizen
Die an extremen und bisweilen eigenartigen Regieeinfällen nicht eben arme Produktion Aoom wurde im Februar/März 1970 in Asturien (Außenaufnahmen) und den Balcazar Studios in Barcelona (Studioaufnahmen) gedreht und im Juli 1970 im Rahmen der Filmfestspiele von San Sebastián uraufgeführt. Danach wurde er de facto nicht mehr gezeigt. Eine Aufführung außerhalb Spaniens hat es nie gegeben.
Die meisten zu findenden Versionen sind knapp 72 Minuten lang; allerdings nennt Carlos Aguilars Guia del video-cine eine Videolänge von 89 Minuten.
Lex Barker hatte nur wenige Szenen in diesem Film, in dem er seine Auftritte auf Englisch sprach. Kurz darauf reiste er nach Thailand weiter, um die zweite Hauptrolle in der deutschen Filmromanze Wenn du bei mir bist zu übernehmen.

## Kritik
„Einer derjenigen Streifen, die sein pedantischer Regisseur ‘meine Filme aus Eisen‘ genannt hatte.“